# 皮昂
皮昂（法語：Pihem，法語發音：[pi.ɑ̃]）是法国上法蘭西大區加来海峡省的一个市镇，属于圣奥梅尔区。

## 地理
皮昂（50°41'0"N, 2°12'47"E）面积7.13 平方千米，位于法国上法蘭西大區加来海峡省，该省份为法国北部沿海省份，西北濒北海，南至索姆省，东临北部省。
与皮昂接壤的市镇（或旧市镇、城区）包括：埃尔福、克莱蒂、阿利讷、勒米伊维尔坎、贝兰盖姆。
皮昂的时区为UTC+01:00、UTC+02:00（夏令时）。

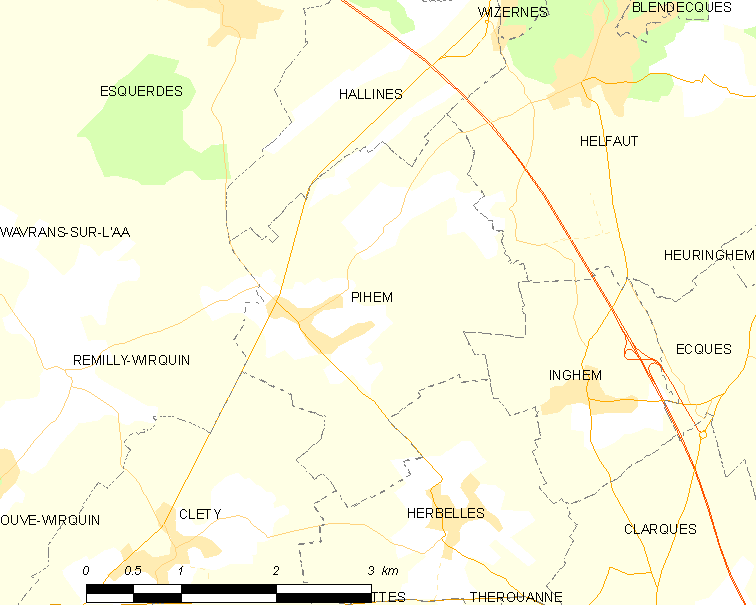
皮昂的OSM定位图

## 行政
皮昂的邮政编码为62570，INSEE市镇编码为62656。

## 政治
皮昂所属的省级选区为兰布尔县。

## 人口

1962-2008年间皮昂人口变化图示

皮昂于2022年1月1日时的人口数量为928人。